# Bressingham
Bressingham is een civil parish in het bestuurlijke gebied South Norfolk, in het Engelse graafschap Norfolk met 887 inwoners.